# 天桥乡 (户县)
天桥乡是中国陕西省西安市户县下辖的一个乡。

## 行政区划
天桥乡下辖以下行政区：
新民庄村、七姓庄村、上涧子村、羊圈村、雷家寨村、仝家庄村、五川道村、宗家滩村、槐树庄村、水北滩村、八什村、焦家庄村、胡家庄村、龙家寨村、水磨头村、丈南村、南班竹园村、洛家庄村、郑家庄村、涝峪口天桥村、丈北村、刘家庄天桥村、割耳庄村